# Bahnhof Rötgesbüttel
Der Bahnhof Rötgesbüttel ist ein Durchgangsbahnhof an der Bahnstrecke Braunschweig–Wieren in der Gemeinde Rötgesbüttel im Landkreis Gifhorn, Niedersachsen.
Im Jahr 2020 wurde der Passagierhalt Rötgesbüttel südlich von seinem historischen Standort neu gebaut und vom Haltepunkt zum Kreuzungsbahnhof ausgebaut. Damit wurde der Stundentakt für die RB 47 Braunschweig – Uelzen ermöglicht.

## Geschichte

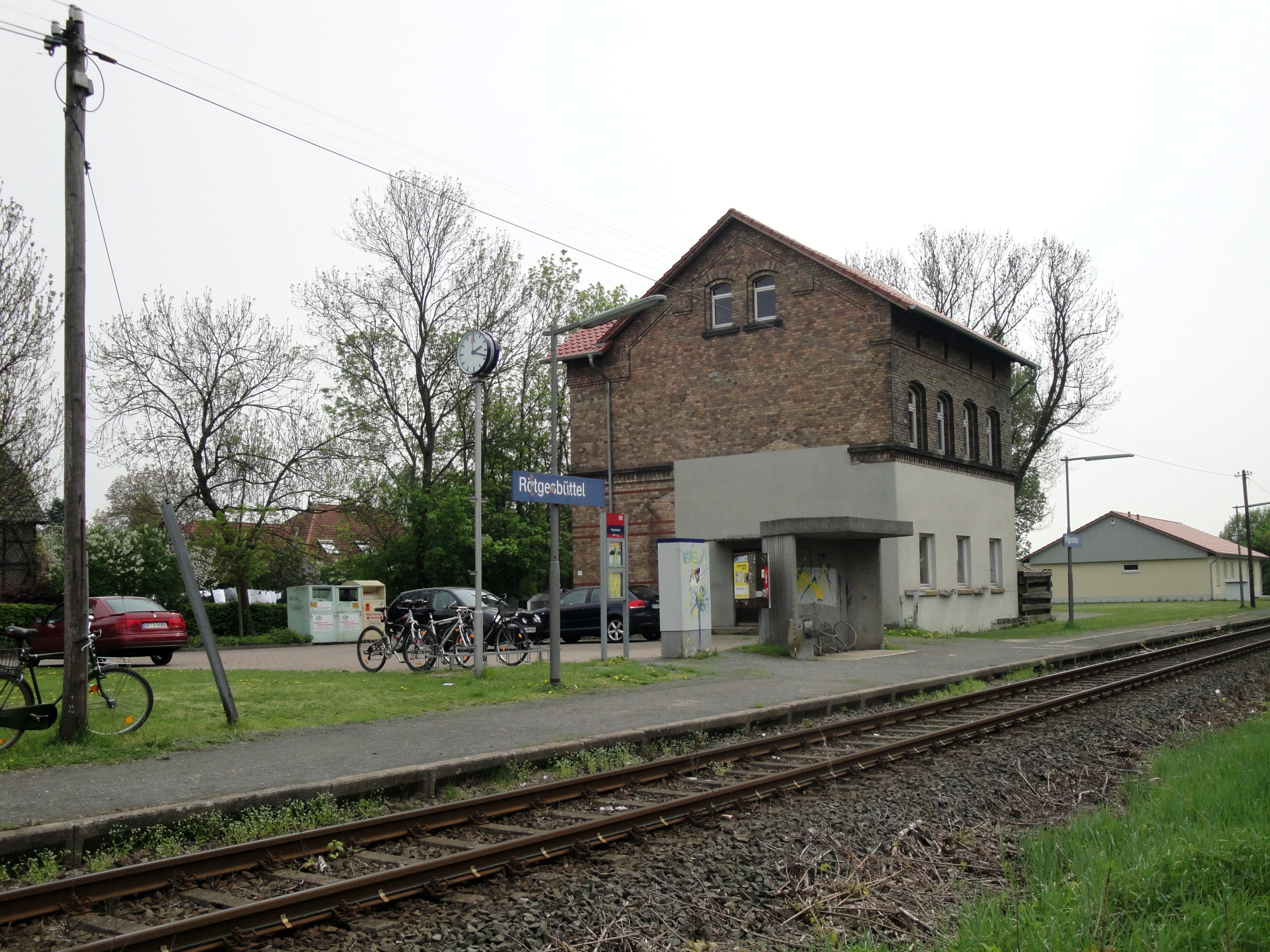
Historischer Haltepunkt Rötgesbüttel, 2011

Der Bahnhof Rötgesbüttel wurde als Passagier- und Güterbahnhof am 1. Juli 1890 eröffnet. Bis 1894 endete die Bahnstrecke nach Süden im Bahnhof Meine, danach waren Direktfahrten zum Alten Braunschweiger Bahnhof möglich.
Im Zweiten Weltkrieg war die Bahnstrecke im Bereich des Rötgesbütteler Bahnhofs Ziel von Bomberangriffen. Diese verfehlten allerdings ihr Ziel.
Der Bahnhof Rötgesbüttel besaß in seiner Ursprungsform ein Hauptgleis und zwei für den Güterverkehr vorgesehene Gleise. Im Jahr 1982 wurde die Güterabfertigung und die beiden Gütergleise stillgelegt, sodass die Betriebsstelle Rötgesbüttel zu einem Haltepunkt ohne Ausweichmöglichkeit wurde.
Im Fahrplan 1986/87 wurde der Bahnhof Rötgesbüttel nur gering durch Passagierzüge bedient. Pro Tag existierten je sechs Halte in Richtung Braunschweig und Uelzen, viele nur an Werktagen. Im Jahr 1991 wurde ein regelmäßiger Halt aller verkehrenden Passagierzüge eingerichtet.
Der Nahverkehrsplan 2008 des Zweckverbands Großraum Braunschweig (heute: Regionalverband Großraum Braunschweig) sah als Maßnahme für den Bau der RegioStadtBahn Braunschweig die Errichtung eines zweigleisigen Abschnitts zwischen Rötgesbüttel und Ausbüttel vor. In diesem Zusammenhang sollte der Haltepunkt Rötgesbüttel ebenfalls ein zweites Gleis und einen neuen Außenbahnsteig erhalten. Die Planung der RegioStadtBahn und des zweigleisigen Ausbaus wurden allerdings eingestellt.

### Neubau zum Kreuzungsbahnhof 2020

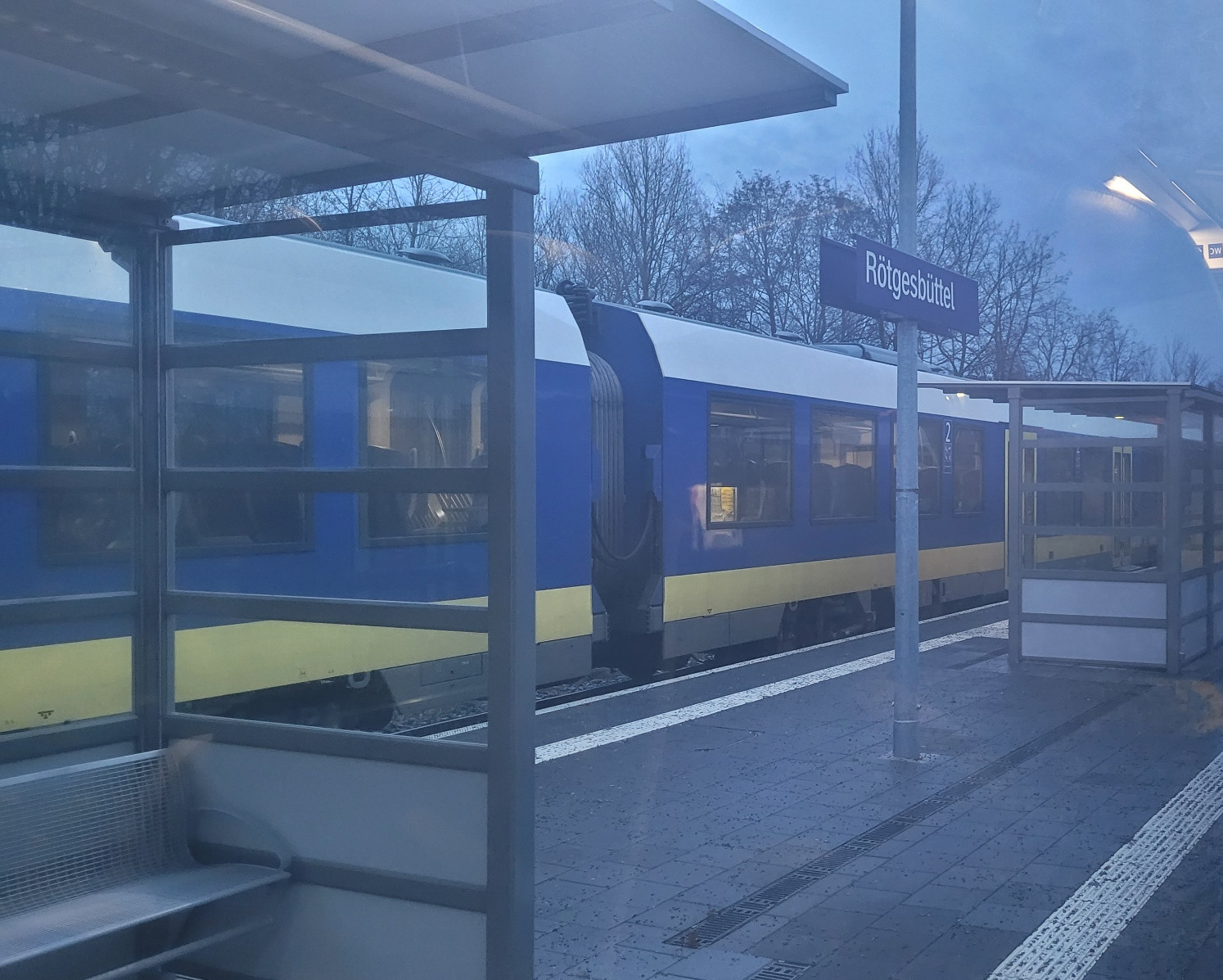
Zugkreuzung im neuen Bahnhof Rötgesbüttel, Januar 2022

Bis 2020 verkehrte die RB 47 zwischen Uelzen und Braunschweig im Zweistundentakt. Da die Strecke eingleisig ist, war für die Realisierung eines Stundentakts die Einrichtung neuer Begegnungsbahnhöfe nötig. Die unter anderem im Nahverkehrsplan 2016 zusammengefasste Untersuchung des Regionalverbands Großraum Braunschweig ergab, dass die Betriebsstelle Rötgesbüttel zum Bahnhof ausgebaut werden musste.
Im März 2020 wurde mit dem Bau eines neuen Bahnhofs 300 m südlich vom historischen Haltepunkt begonnen. Der neue Bahnhof mit einem Mittelbahnsteig wird seit dem 30. November 2020 bedient, seit dem Fahrplanwechsel am 13. Dezember 2020 wird die Strecke im Stundentakt befahren und somit der Bahnhof regelmäßig für Zugkreuzungen genutzt.